# Funckska huset
Funckska huset er en bygning som ligger ved Kornhamnstorg 53 i Gamla stan i det centrale Stockholm. Bygningen blev oprinneligt opført i 1640'erne, men blev bygget om i 1908. Ferdinand Boberg stod for tegningene. Boberg var i denne perioden ansat i firmaet Bankirfirman E. Öhman j:r. Ved ombygningen blev huset forhøjet med to etager og de gamle gavle blev genskabt på det nye tag.
Mod øst grænser huset til Funckens gränd som forbinder Kornhamnstorg med Västerlånggatan. Ovenfor husets port findes en inskription som fortæller at på dette stedet opførte Tomas Funck et hus som blev bygget om i 1908.